# Dino De Poli
Dino De Poli (Treviso, 24 de agosto de 1929 – 22 de julho de 2020) foi um advogado e político italiano. Obteve o bacharelado em direito na Universidade de Ferrara em 1955, dedicando-se como advogado no ramo do direito penal. 

## Biografia
Sua atuação na vida política iniciou em 1949, quando assumiu o cargo de vice-delegado dos estudantes da Ação Católica trevisana. No final de 1952 transferiu-se para Roma como vice-delegado central dos estudantes durante a presidência de Mario Rossi. Nessa época afiliou-se ao Partido da Democracia Cristã, aderindo à ala esquerda do mesmo conhecida como "sinistra di base". Foi vereador (consigliere comunale) e secretário de cultura na Junta Municipal de Treviso na gestão de Luigi Chiereghin (1959-1962).
Entre 1968 e 1972 atuou como deputado na quinta legislatura do parlamento italiano. De 1973 a 1982 foi presidente do "Ente Nazionale per la Cellulosa e la Carta". Foi presidente do banco Cassamarca SpA de 1987 a 2000. 
Em 2000 assumiu a presidência da Fondazione Cassamarca de Treviso.
O seu empenho histórico em favor da promoção da língua e cultura italiana no mundo, assim como em prol do resgate dos valores e princípios do humanismo latino obteve reconhecimento através dos títulos de Doutor Honoris Causa os quais foram conferidos pelas University of Western Australia e Monash University de Melbourne, na Austrália, pela Fordham University de Nova Iorque, nos Estados Unidos, pela Universidade de Pitesti, na Romênia, e pela Universidade Federal de Santa Catarina, no Brasil. Dino De Poli também foi agraciado com os títulos de Sócio Honorário da Sociedade Romena de Estudos Clássicos da Academia Romena e Professor Honorário da Universidade de Bisqueque, no Quirguistão.
Morreu no dia 22 de julho de 2020, aos 90 anos.